# سیدریس تاسیادیس
سیدریس تاسیادیس (انگلیسی: Sideris Tasiadis؛ زادهٔ ۷ مهٔ ۱۹۹۰) ورزشکار اهل آلمان است.
وی همچنین برندهٔ جوایزی همچون برگ بوی نقره‌ای شده‌است.
وی در مسابقات کشوری و بین‌المللی در مجموع برندهٔ ۹ مدال طلا، ۱۰ مدال نقره، ۷ مدال برنز شده‌است.